# Abel Rodríguez (actor)
Abel Rodríguez Ramírez (La Habana, Cuba, 1 de enero de 1971 - Miami, Florida, 15 de octubre de 2021) fue un actor cubano de cine, teatro y televisión, reconocido por su amplia trayectoria en series y telenovelas de Colombia, país en el que residió y desarrolló su carrera por más de una década.

## Vida personal
Estaba casado con la actriz colombiana Anna López, con quien tuvo un hijo llamado Benjamin. Se encontraba radicado en Miami desde 2016 y allí falleció el 15 de octubre de 2021, a los 50 años de edad, luego de sufrir un accidente cerebrovascular producto de una embolia pulmonar que le sobrevino días antes.

## Filmografía

### Televisión
- Leyendas del Exilio (2017)
- Sinú, río de pasiones (2016)
- Todo es prestao (2016) - Orlando Galiano «Caprichito»
- Celia (2015-2016) — Eliecer Calvo
- Polònia (2015) — Un episodio
- El chivo (2014) — Práxedes
- Palabra de ladrón (2014) — Vicente Armero
- Polseres vermelles (2013) — Lucas
- Amor de Carnaval (2012) — Caliche
- Chepe Fortuna (2010-2011) — Samir
- El Clon (2010) — Enrique 'Ricky' Monsalve
- Verano en Venecia (2009) —Miguel Tirado
- Tiempo final (2008) — Castro
- Mujeres asesinas (2007)
- Por Amor (2006) — José Ángel Rivero del Castillo
- La viuda de la mafia (2004-2005) — Camilio Pulido
- Salir de noche (2002) — Ernesto

## Cine
- El Caballo  (2021)
- Plantados (película) (2021)
- Todos se van (2015) — Manuel
- El vuelo de la mariposa (corto) (2014) — Iván
- Corazón delator (corto) (2005)
- Viva Cuba (2005) — Malú's father
- Bailando chachacha (2005)
- Pasaje de ida (corto) (2004)
- Rosa la china (2002) — Marco
- Scent of Oak (2002) — José Álvarez